# バレ峠
バレ峠 (Port de Balès) は、フランス、オート＝ピレネー県とオート＝ガロンヌ県の間に位置する、ピレネー山脈の峠。標高1755m。

## 概要
当峠に至るまでの道路はかつて、未舗装区間がほとんどで、四輪駆動車でなければ通行するのも困難という道路事情の悪さだったが、2006年7月に全面舗装化され、翌2007年にはツール・ド・フランスのコースとして組み入れられたことで、当峠の知名度が一躍向上するに至った。
- 北側に位置するバルス渓谷のモレオン＝バルス（フランス語版）を起点とした場合、水平距離換算19.2km、平均斜度6.2%、最大斜度11.7%[2]。
- 南西に位置するドゥエル渓谷のバニェレ＝ド＝リュション（フランス語版）を起点とした場合、水平距離換算20.2km、平均斜度5.6%、最大斜度11.2%[3]。

## ツール・ド・フランス
| 年   | ステージ | カテゴリ | 選手名                   |
| ---- | -------- | -------- | ------------------------ |
| 2007 | 15       | HC       | キム・キルシェン         |
| 2010 | 15       | HC       | トマ・ヴォクレール       |
| 2012 | 17       | HC       | アレハンドロ・バルベルデ |
| 2014 | 16       | HC       | ホセ・セルパ             |
| 2017 | 12       | HC       | スティーヴ・カミングス   |
| 2020 | 8        | HC       | ナンス・ペテルス         |

## ブエルタ・ア・エスパーニャ
| 年   | ステージ | カテゴリ | 選手名             |
| ---- | -------- | -------- | ------------------ |
| 2013 | 15       | 1        | アンドレ・カルドソ |